# Marketing
Marketing (někdy lépe česky (počeštěně) psáno také Marketink, přičemž slovo marketing je složenina z angl. market (tj. česky trh) a angl. koncovky „-ing“, vyjadřující v angličtině zpravidla děj anebo akci (činnost) ...) je proces zaměřený na uspokojování potřeb zákazníka. Pomocí nástrojů, metod a technik marketingového výzkumu dochází ke zjištění potřeb a přání zákazníka ze strany firem, státních institucí či dalších organizací, přičemž na základě zjištěných skutečností pak tyto organizace přijmou taková opatření, jejichž cílem je nabídnout zákazníkovi produkty (výrobky a služby) s co největší přidanou hodnotou, ve správný čas, v ideálním místě a za vhodnou cenu. V tržním hospodářství prostupuje marketing všemi činnostmi firmy, tj. již od zajištění zdrojů, přes logistiku, výrobu a skladování až po prodej a zajištění poprodejních služeb. Marketingem se odborně zabývají marketéři (pracovníci marketingových oddělení společností).

## Odborná definice
Americká marketingová asociace formulovala v roce 2007 následující definici marketingu: „Marketing je činnost, soubor institucí a procesů pro vytváření, komunikování, dodávání a výměnu nabídek, které mají hodnotu pro zákazníky, klienty, partnery a společnost jako celek.“
Philip Kotler, americký odborník v této oblasti, chápe marketing jako „společenský a manažerský proces, jehož prostřednictvím uspokojují jednotlivci a skupiny své potřeby a přání v procesu výroby a směny produktů a hodnot“.
Jaroslav Světlík, český ekonom, jej definuje následujícím způsobem: „Marketing je proces řízení, jehož výsledkem je poznání, předvídání, ovlivňování a v konečné fázi uspokojení potřeb a přání zákazníka efektivním a výhodným způsobem zajišťujícím splnění cílů organizace“.

## Vznik a vývoj marketingu
Marketing vznikl v USA ve druhé polovině 19. století, kdy s rozvojem strojové výroby vznikla potřeba zabývat se výrobními metodami. V tomto období převažovala poptávka nad nabídkou, a tak nebyl zájem zaměřovat se na reklamu a docházelo ke snaze o maximalizaci obratu a zisku. Firmy se proto zabývaly problematikou, jak vyrobit co nejvíce zboží s minimálními náklady.
Tento tzv. výrobně orientovaný marketing fungoval zhruba do konce Velké hospodářské krize, kdy se marketing začal orientovat na prodej. V tomto období se pozornost marketingu přesunula do reklamy, jelikož na trhu začal vznikat nadbytek zboží a problémem výrobce nebyla výroba, ale prodej. Marketing orientovaný na prodej vedl ke snaze zabývat se různými průzkumy trhu, jejichž cílem bylo přizpůsobit výrobu tomu, co zákazník požaduje.
Od konce druhé světové války se hovoří o tzv. absolutním marketingu, což znamená, že se prakticky všichni zaměstnanci firem mají podřídit přání zákazníka dle hesla „náš zákazník, náš pán“.

## Nástroje marketingu
Marketing jako strategický proces uvnitř firmy má tři fáze, ve kterých firma využívá rozličné nástroje k jeho realizaci:
1. fáze přípravná – zde se využívají následující nástroje:
  - informační audit: audit informací, které marketingové oddělení firmy potřebuje pro rozhodování a realizaci; výsledkem auditu je souhrn informací a časové hledisko pro včasnou aktualizaci
  - marketingový informační systém (MIS): sestává z interního informačního systému, marketingového výzkumného systému a marketingového zpravodajského systému
  - analýzy: SWOT matice, GAP, BSC matice, GE matice a podobně
2. fáze realizační – zde je užíván nejdůležitější nástroj marketingu, tzv. Marketingový mix (viz dále)
3. fáze kontrolní – zde jsou užity následující nástroje:
  - analýzy ekonomických ukazatelů (efektivnosti vynaložených prostředků, rentability, návratnosti atd.)
  - analýzy obchodních ukazatelů (obratu, ziskovosti atd.)
  - interní informační systém: základní studnice informací o obratech, zakázkách, zisku; pokud je jeho součástí i CRM systém či se jedná o komplexní ERP systém, pak obsahuje i cenné informace o zákaznících, ekonomice firmy atp.

Mezi nástroje marketingu patří například sleva. Mezi marketingové triky dále patří efekt návnady, který funguje i na zvířatech.

## Marketingový informační systém
Marketingový informační systém (zkráceně MIS) je zjednodušeně řečeno nástroj, kterým se vyhodnocují získaná data. Každá firma si v prvé řadě vytváří systém popisující jakým způsobem a jaké informace chce získávat. V externím prostředí se Marketingový informační systém skládá z Marketingového zpravodajského systému (MZS) a Marketingového výzkumného systému (MVS).
V menších firmách, které nemají informační systém, se sice také hovoří o „systému“, ale předávání informací z jednotlivých útvarů probíhá skrze e-mail, sdílené disky nebo jiné způsoby komunikace.

### Marketingový zpravodajský systém
Marketingový zpravodajský systém (MZS) má za úkol získávání dat sekundárního charakteru, jako jsou například výkonnost ekonomiky, demografický vývoj a informace o odvětví či legislativním omezení. Hraje významnou úlohu především proto, že získání sekundárních dat je ve srovnání s primárními daty velmi levné.
Získávání všech důležitých informací o trhu a okolním prostředí není marketér schopen zvládnout sám; pomáhají mu zaměstnanci, obchodníci, zákaznický servis či nákupčí, kteří přicházejí do styku s tímto prostředím, znají ho nejlépe a plní tedy roli tzv. „čidel“.

### Marketingový výzkumný systém
Marketingový výzkumný systém (MVS) je vlastní průzkum dat, které nejsou jiným způsobem zpracovávána. Má za úkol nejen aktivně vyhledávat marketingové informace, nýbrž též umět popisovat a vysvětlovat současný stav; znamená to tedy, že by měl sledovat a prognózovat trendy celého odvětví. Obecně platí, že marketingový průzkum se provádí v souvislosti s nějakým tématem za nějakým konkrétním účelem, například pro potvrzení nějaké hypotézy. Pro cílování je tedy tato poslední část marketingového informačního systému nejdůležitější, protože podrobně popisuje jednotlivé segmenty dle zadaných kritérií, které chceme sledovat, analyzovat a dále s nimi pracovat.
Výhoda tohoto průzkumu tkví v jedinečnosti analyzovaných dat a možnosti jejich následné selekce. Výsledky průzkumu navíc nejsou sdíleny veřejně s konkurenty, díky čemuž může firma získat konkurenční výhodu. Jeho velkou nevýhodou jsou pak vysoké finanční náklady či náročnost na specialisty, kteří mají s průzkumy trhu zkušenosti. Vždy je tedy nutné vyhodnotit, zda se relativně draze získané informace vůbec firmě vyplatí zjišťovat.

## Marketingový mix
Marketingový mix je klíčový marketingový nástroj. Z knihy Moderní marketing od P. Kotlera je marketingový mix „...soubor taktických marketingových nástrojů, které firma používá k úpravě nabídky podle cílových trhů. Marketingový mix zahrnuje vše, co firma může udělat, aby ovlivnila poptávku po svém produktu.“  Pojmem se zabýval N. H. Borden, profesor Harvard Business School v USA, inspirován nápadem Jamese Cullitona.
Marketingový mix nejprve vznikl ve složení tzv. 4P: product, price, promotion, place – produkt, cena, propagace, místo. Označení 4P poprvé použil v roce 1960 E. J. McCarthy z Minnesotské univerzity v USA. Postupem času odborníci na celém světě v čele s Philipem Kotlerem a dalšími myšlenku marketingového mixu dále rozvíjeli; někteří odborníci dnes již hovoří o 5P nebo 7P mixu a také se objevují další modely marketingových mixů. V principu ale pojednávají o téže věci, jen vždy z mírně odlišného pohledu nebo s větším upřesněním.

### Koncept marketingového mixu 5P
Tradiční pojetí 4P je v tomto konceptu pouze rozšířeno o jeden prvek – people, tedy lidé.

### Koncept totálního marketingového mixu
Tato marketingová koncepce byla popsána v bakalářské práci českého autora. Tento model vychází z myšlenky totálně marketingově řízené firmy, v níž marketing prostupuje všemi útvary a hraje strategickou úlohu.
Totální marketingový mix má dvě základní části:
1. interní, která hraje roli pro samotný „správný“ chod společnosti; v této části jsou přítomny dva základní prvky totálního marketingového mixu:
  - planning – plánování
  - processes – skutečná práce
2. externí, která je zaměřena na vnější prostředí (stakeholdery) a skládá se z následujících prvků:
  - product/service – produktová politika, politika tvorby portfolia služeb
  - programming – politika tvorby programů; prvek uplatňovaný zejména v medicíně a lázeňství
  - packaging – politika tvorby balíčků; prvek uplatňovaný zejména v cestovním ruchu
  - price – cenová politika
  - promotion – komunikační politika
  - place – distribuční politika
  - people – politika rozvoje lidských zdrojů
  - physical evidence – politika rozvoje technického zázemí a prostředí, v němž jsou poskytovány služby
  - partnership – politika spolupráce, aliancí a partnerství
  - political power – politika lobby a politického vlivu

Totální marketingový mix je jedním z komplexních pohledů na firmu. Obsahuje celkem dvanáct částí, pod nimiž se skrývá všech čtrnáct klíčových firemních procesů.
V tomto konceptu se objevují nově některé prvky, o nichž se v minulosti často nemluvilo či nebyly pro naplňování strategických cílů a potřeb zákazníků klíčové. Např. processes vznikl až v návaznosti na postupné zavádění procesního řízení, které z hlediska řízení vytváří mnohdy konkurenční výhodu, neboť umožňuje rychleji reagovat na změny vnějšího prostředí, ať už na hrozby, nebo příležitosti.

### Koncept marketingového mixu 4C
Marketingový mix má kromě firmy i zákazník. Tzv. zákaznický marketingový mix sestavil v návaznosti na větší zájem o zákazníka Robert F. Lauterborn. Vzájemně koresponduje s 4P modelem marketingového mixu, a to následně:
| Product (produkt)     | → | Consumer desire (přání zákazníka) |
| Price (cena)          | → | Cost (výdaje)                     |
| Place (místo)         | → | Convenience (vhodnost)            |
| Promotion (propagace) | → | Communication (komunikace)        |

### Koncept marketingového mixu 4A
Koncept 4A je zvláštní v tom, že vznikl v souvislosti se specifiky venkovského prostředí – konkrétně indického venkova, které se vyznačuje relativním zákaznickým potenciálem, ale přitom velmi nízkou kupní sílou. V těchto případech pak dochází ke zvažování, zda produkt koupit, či nekoupit, neboli zda pro mne má, či nemá adekvátní hodnotu. Model 4A tedy pomáhá v sestavení marketingové strategie ve specifických podmínkách. Součástí tohoto mixu jsou prvky:
- affordability – cenová dostupnost; zejména z pohledu zákazníka: „Mohu si výrobek koupit? Má pro mne adekvátní hodnotu?“
- availability – místní dostupnost, dosažitelnost zákazníka a výrobku; specifika venkovského trhu jsou jeho nižší schopnosti oslovení moderními způsoby komunikace a jeho nízká mobilita a vybavenost
- awareness – povědomí o produktu; proces budování povědomí může být složitý, neboť zákazníci jsou rozptýlení na velkém území a v určitých oblastech se může mluvit rozdílným jazykem
- acceptability – přijatelnost, nejdůležitější prvek tohoto mixu; výrobek na venkovském trhu má relativně náročné zákazníky, kteří očekávají adekvátní hodnotu, proto je jejich rozhodování mnohem více racionální než v případě jiných trhů

### Koncept marketingového mixu 3V
Model 3V pochází od profesora Nirmalya Kumara, který se zaměřil na 3 klíčové oblasti:
- valued customer – cennost zákazníka
- value proposition – adekvátní nabídka zákazníkovi
- value network – adekvátní komunikace se zákazníkem, tj. výběr vhodných komunikačních kanálů a selekce zpráv, které chceme předat

Strategie hledání správné hodnoty pro zákazníka je praktická především pro společnosti působící na B2B trzích. U těchto subjektů v komunikačním mixu převažuje přímý prodej a ve spojení s prodejem skrze nabídku „hodnotného“ výrobku zákazníkovi dojde k synergickým efektům, které zvyšují obraty a ziskovost. Klíčové je nejen oslovovat potenciálně nejhodnotnější klienty, ale dokázat jim také nabídnout adekvátní hodnotu výrobku, kterou očekávají.

### Koncept marketingového mixu 4S
Model marketingového mixu 4S (scope, site, synergy, system – cíle, webové stránky, sounáležitost, systém) vznikl jako další reakce na rozvoj trhů: internetového obchodování a internetu jako takového. Autor tohoto modelu Efthymios Constantinides uveřejnil na toto téma v roce 2002 odborný článek v časopise Elsevier.
- scope – zabývá se strategií a cíli (analýzou trhu, potenciálními zákazníky, interní analýzou, strategickou rolí aktivit na webu)
- site – zabývá se otázkami typu: „Co zákazník očekává od webu?“, „Proč bude zákazník web používat?“, „Co motivuje zákazníka k opětovnému návratu na web?“
- synergy – zhodnocuje vzájemné působení tří základních pilířů:
  - Integrace skutečné marketingové strategie a aktivit
  - Integrace webových stránek s organizací procesů a propojením na vnitřní informační systémy (CRM, ERP, MIS aj.)
  - Integrace třetích stran – tvorby sítě zajišťující nebo asistující při realizaci aktivit na webu (on-line marketing, zápisy do katalogů aj.)
- system – zaměřen na všechny části technického zázemí webových stránek (software, hardware včetně servisu a hostingu, administrace webových stránek, platební systém, sledování návštěvnosti webu)

### Dělení marketingu
Dělení marketingu lze provádět na základě různých kritérií a perspektiv, což odráží jeho široký rozsah a aplikaci v různých kontextech. Každá z těchto forem marketingu má své specifické techniky, nástroje a strategie, které jsou uzpůsobeny pro dosažení konkrétních cílů a oslovení určitých skupin zákazníků. Výběr správného typu marketingu závisí na charakteru podnikání, cílovém trhu, produktech a službách.
- Tradiční vs. digitální marketing
  - Tradiční marketing (offline): Zahrnuje osvědčené metody, jako jsou televizní a rozhlasové reklamy, tištěné inzeráty (noviny, časopisy), billboardy a přímý marketing (např. poštovní zásilky).
  - Digitální marketing (online): Zaměřuje se na online prostředí a zahrnuje SEO (optimalizace pro vyhledávače), PPC (platba za kliknutí), emailový marketing, marketing na sociálních médiích, obsahový marketing, affiliate marketing a další.
- B2B (Business-to-Business) vs. B2C (Business-to-Consumer) marketing
  - B2B marketing: Zaměřený na poskytování produktů nebo služeb jiným podnikům. Vyžaduje specifické strategie, jako je zaměření na generování leadů, vztahy a rozhodovací procesy v podnicích.
  - B2C marketing: Orientovaný na přímý prodej produktů nebo služeb koncovým spotřebitelům. Klade větší důraz na emocionální rozhodování, brand awareness a zákaznickou loajalitu.
- Inbound vs. outbound marketing
  - Inbound marketing: Přitahuje zákazníky tím, že vytváří užitečný a zajímavý obsah, který je relevantní pro jejich potřeby a zájmy. Využívá techniky jako jsou blogy, obsahový marketing, SEO a sociální média.
  - Outbound marketing: Zahrnuje tradiční metody, jako jsou reklamy, přímý prodej nebo telemarketing, které se snaží aktivně dosáhnout potenciálních zákazníků.
- Globální vs. lokální marketing
  - Globální marketing: Rozšiřuje marketingové aktivity na mezinárodní trh a vyžaduje pochopení různých kultur, právních předpisů a tržních trendů ve více zemích.
  - Lokální marketing: Zaměřuje se na dosažení zákazníků v konkrétní geografické oblasti a často využívá lokalizované marketingové strategie.